# Perodua
Perodua (малайск. Perusahaan Otomobil Kedua Sendirian Berhad — ООО «Вторая частная автомобильная компания») — крупнейший автопроизводитель в Малайзии; за ним следует Proton Holdings.

## Описание
Компания Perodua была основана в 1993 году. В августе 1994 года компания запустила в производство свою первую модель — пятидверный хетчбэк Perodua Kancil. Изначально компания выпускала, в основном, миникары и супермини и не имела моделей в тех же сегментах рынка, что и Proton. Позже целевые сегменты рынка Perodua начали пересекаться с Proton, особенно в сегменте сверхкомпактных автомобилей, где Perodua Myvi конкурировал с такими моделями, как Proton Savvy и Proton Iriz.
Компания Perodua не разрабатывает и не выпускает свои основные компоненты, такие как двигатели и трансмиссии, самостоятельно; в автомобилях компании исторически применялись компоненты Daihatsu. На момент основания компания Daihatsu владела 20% акций Perodua. В 2001 году количество акций увеличилось до 25%, а позднее — до 35%. В 2004 году производитель Perodua начал сборку Toyota Avanza на своём заводе в Раванге для продажи в Малайзии.

## Продажи

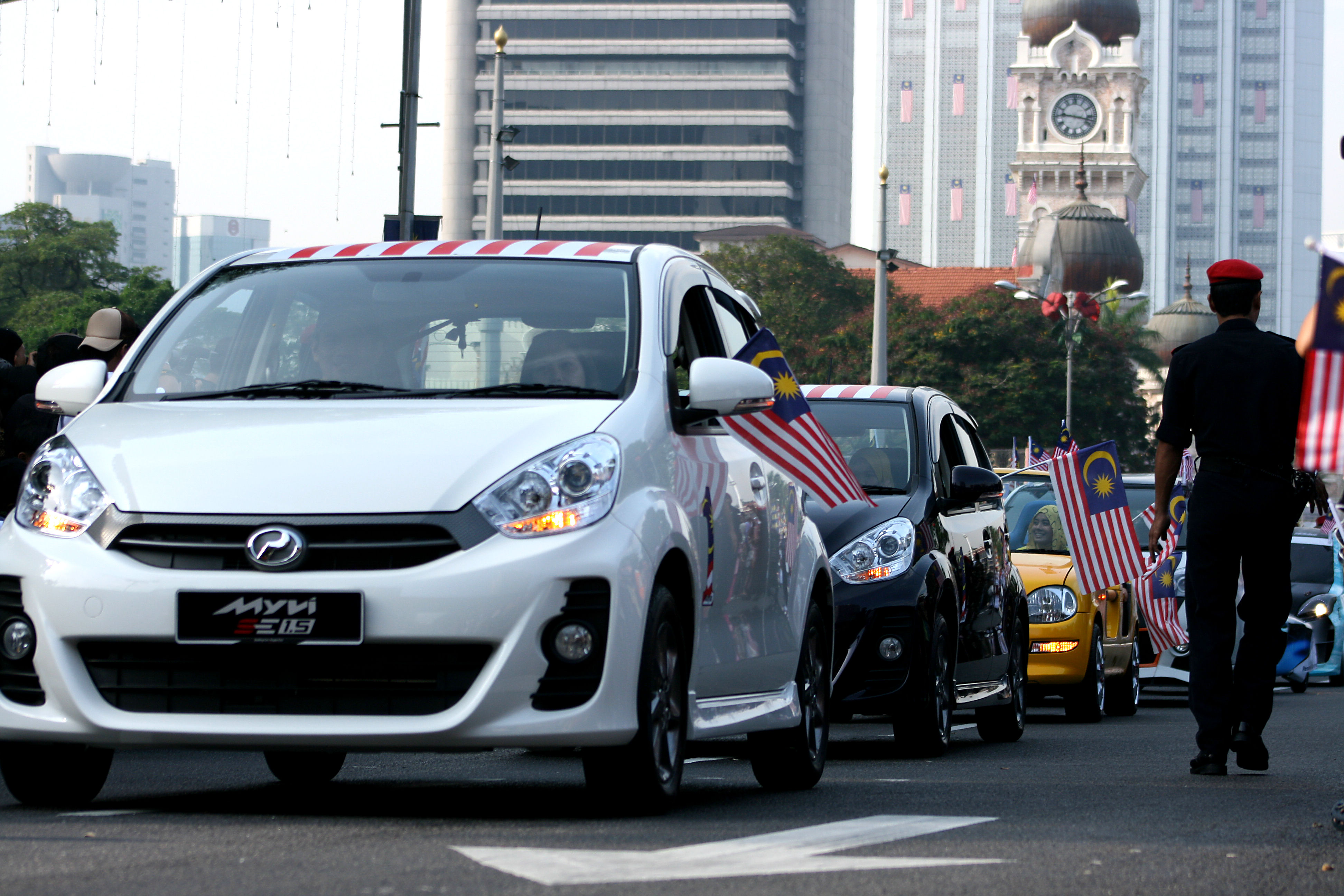
Perodua Myvi — самый продаваемый автомобиль в Малайзии в течение восьми лет подряд, с 2006 по 2014 год.

В 2016 году на малайзийском рынке компания Perodua продала более 207100 автомобилей, что для настоящего времени стало самым высоким годовым показателем продаж, и достигла самой высокой доли на внутреннем рынке в 35,7%.
В Великобритании автомобили Perodua продавались некоторыми дилерами Proton, которые хотели привлечь клиентов, ищущих меньшую и более дешёвую альтернативу модельному ряду Proton. Но показатели продаж в Великобритании были небольшими, и в 2008 году компания Perodua продала всего 624 автомобиля (по сравнению с 914 единицами в 2002 году). В 2009 году продажи были увеличены до 650 единиц, а в 2010 году — до 761 единиц.
В настоящее время автомобили Perodua экспортируются в Сингапур, Бруней, Маврикий, Фиджи, Шри-Ланку и Сейшелы. В Индонезию компания Perodua экспортировала модель Myvi под названием Daihatsu Sirion, что в 2020 году составило 55% экспорта.
В 2021 году компания Perodua начала изучать идею экспорта подержанных автомобилей Perodua за рубеж. По состоянию на 2024 год компания экспортировала подержанные автомобили в несколько стран, включая Фиджи. В то же время в Шри-Ланке был остановлен экспорт подержанных автомобилей.

## Модельный ряд

### Выпускаемые автомобили
| Модель | Модель | Начало выпуска | Текущее состояние              | Текущее состояние      | Описание транспортного средства                                                      |
| Модель | Модель | Начало выпуска | Текущее поколение (код модели) | Обновление/фейслифтинг | Описание транспортного средства                                                      |
| ------ | ------ | -------------- | ------------------------------ | ---------------------- | ------------------------------------------------------------------------------------ |
|        | Myvi   | 2005           | 2017 (M800)                    | 2021                   | Хетчбэк сегмента B. Экспортируется в Индонезию под названием Daihatsu Sirion.        |
|        | Alza   | 2009           | 2022 (W150)                    | —                      | Трёхрядный субкомпактвэн на базе Daihatsu Xenia.                                     |
|        | Axia   | 2014           | 2023 (A300)                    | —                      | Хетчбэк сегмента A на базе Daihatsu Ayla и преемник Perodua Viva.                    |
|        | Bezza  | 2016           | 2016 (B300)                    | 2020                   | Седан сегмента B, не имеющий ничего общего с другими моделями за пределами Малайзии. |
|        | Aruz   | 2019           | 2019 (F850)                    | —                      | Трёхрядный, заднеприводный SUV сегмента B на базе Daihatsu Terios.                   |
|        | Ativa  | 2021           | 2021 (A270)                    | —                      | SUV сегмента A на базе Daihatsu Rocky.                                               |

### Модели, снятые с производства
- Perodua Kancil (1994—2009; хетчбэк сегмента A на базе Daihatsu Mira L200)
- Perodua Rusa (1996—2007; микровэн на базе Daihatsu Zebra)
- Perodua Kembara (1998—2007; хетчбэк сегмента A на базе Daihatsu Terios J100)
- Perodua Kenari (2000—2009; хетчбэк сегмента A на базе Daihatsu Move L900)
- Perodua Kelisa (2001—2007; хетчбэк сегмента A на базе Daihatsu Mira L700)
- Perodua Viva (2007—2014; хетчбэк сегмента A на базе Daihatsu Mira L250)
- Perodua Nautica (2008—2009; SUV сегмента A на базе Toyota Rush)

## Слоганы

### Корпоративные
- «Kehebatan Yang Pasti» («Гарантированное совершенство») (1997—2008)
- «Happy Motoring» (2000—2008)
- «Building Cars, People First» (2008 — настоящее время)
- «Kepuasan Pelanggan Sepenuhnya» («Полное удовлетворение потребностей клиентов») (2021 — настоящее время)

### Годовщины
- 10 Years of Excellence (слоган к 10-летию Perodua, 2003)
- 20 Years of Driving Value and Beyond (слоган к 20-летию Perodua, 2013)

## Логотипы

Первый логотип (1993—1998)
Второй логотип (1998—2008)
Текущий логотип

### История логотипов
В 1997 году компания Perodua организовала конкурс на поиск нового корпоративного логотипа, который должен был быть запущен вместе с их будущей моделью, предварительно известной как X555. Конкурс выиграл Джонсон Нг Венг Куан, студент архитектурного факультета Технологического университета Малайзии. Компания Perodua официально представила новый корпоративный логотип 24 августа 1998 года, когда был выпущен первый в Малайзии внедорожник Perodua Kembara.
Новый логотип сохранил букву «P» и цифру «2», а также цвета старого, квадратного логотипа, но был дополнительно стилизован, чтобы стать эллиптическим.

## Награды
- People's Choice, Automotive Category (бронза) — Putra Brands Awards 2010[10]
- People's Choice, Automotive Category (серебро) — Putra Brands Awards 2012, 2015 и 2016
- Most Favorite Brand Automotive Sedan/Compact Cars — The BrandLaureate Bestbrands Award 2016—2017
- People's Choice, Automotive Category (золото) — Putra Brands Awards 2017 и 2018[11]